# PVC

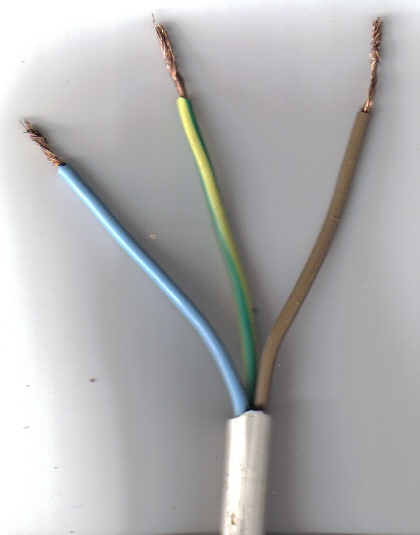
A kábeleket lágy PVC-vel vonják be

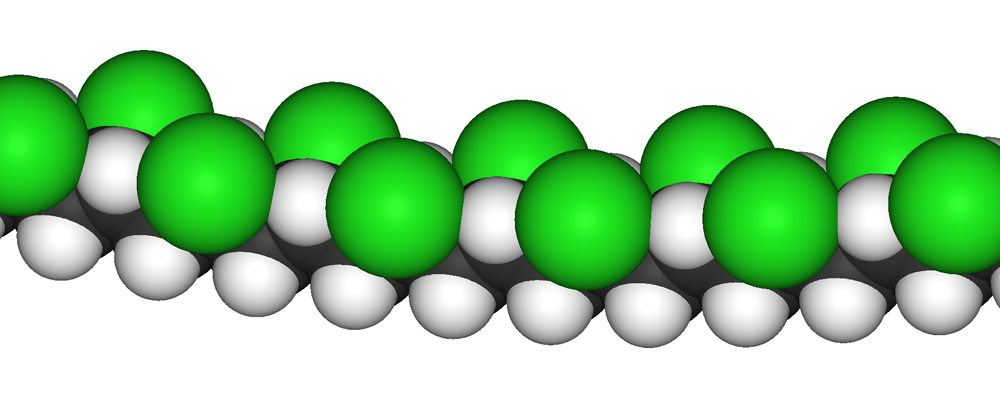
A PVC szerkezete

A PVC – poli(vinil-klorid) – hőre lágyuló, éghető, kémiailag ellenálló, kemény műanyag. A harmadik legnagyobb mennyiségben gyártott szintetikus polimer. A vinil-klorid polimerizálásával állítják elő. Két fajtája a lágy és a kemény PVC; mindkét fajtájából sokféle tárgyat készítenek. Lágy PVC-ből készül például az elektromos kábelek bevonó rétege vagy a kerti locsolótömlő (slag). Kemény PVC-ből főleg a mindenki által ismert PVC-csöveket és padlóburkoló lapokat gyártják, de kiválóan alkalmas gépalkatrésznek is. Keménysége miatt jól bírja a mindennapi használatot. Égéséből (klórtartalma miatt) hidrogén-klorid, dioxin és egyéb környezetkárosító vegyületek keletkeznek.

## Előállítása
Acetilénből vízmentes hidrogén-klorid addíciójával keletkezik a vinil-klorid:
HC≡CH + HCl → H2C=CHCl
Ennek polimerizálásával jön létre a poli(vinil-klorid):
n H2C=CHCl → [−CH2−CHCl−]n

## Története
1912-ben német vegyészeknek sikerült először vinil-kloridból PVC-t készíteniük. Ez még rideg és törékeny, nehezen formázható volt. Rugalmasítása után kezdődött a PVC tömegtermelése, és 1943-ra a legfontosabb műanyaggá vált. Ma különböző keménységű PVC-t lágyító anyagok adagolásával állítják elő.